# SNTA1
SNTA1 (англ. Syntrophin alpha 1) — белок, который кодируется одноимённым геном, расположенным у людей на коротком плече 20-й хромосомы. Длина полипептидной цепи белка составляет 505 аминокислот, а молекулярная масса — 53 895.
Кодируемый геном белок по функции принадлежит к фосфопротеинам.
Задействован в таком биологическом процессе как альтернативный сплайсинг.
Белок имеет сайт для связывания с молекулой актина, молекулой кальмодулина, ионом кальция.
Локализован в клеточной мембране, цитоплазме, цитоскелете, мембране, клеточных контактах.